# Sally Sweetland
Sally Sweetland (* 23. September 1911 in Los Angeles; † 8. Februar 2015) war eine US-amerikanische Sopranistin. 
Sweetland lieh in den 1940er Jahren in US-amerikanischen Musikfilmen Schauspielerinnen ihre Gesangsstimme, so beispielsweise 1945 in Rhapsodie in Blau (Rhapsody in Blue) Joan Leslie. Bei Eddie Fishers Ballade I’m Walking Behind You sang sie im Hintergrund und hatte so 1953 einen Nummer-eins-Hit in den britischen Charts. Im selben Jahr agierte sie als Solistin in dem vom Sauter-Finegan Orchestra für die romantische Komödie Wolken sind überall (The Moon Is Blue) eingespielten Titellied The Moon Is Blue.